# Mandø
Mandø és una de les illes Frisones Septentrionals situada entre Fanø i Rømø. Pertany al municipi d'Esbjerg i amb els seus 8 km quadrats és la més petita de les illes frisones daneses que és habitada, tan sols hi viuen unes desenes de persones.
L'illa és accessible per mitjà de dues carreteres que emergeixen amb la marea baixa.
Al cantó oest té una cadena de dunes.